# Keïta! l'Héritage du griot
Keïta, l’héritage du griot es una película del año 1995.

## Sinopsis
Cuando duerme en su hamaca, el griot Djeliba se ve encargado de una misión en un sueño. Se va a la ciudad y se instala en el jardín de una familia burguesa moderna. A Mabo, el hijo de la familia, le intriga enseguida el viejo griot, que le ha prometido contarle la historia de su nombre. Un nombre que evoca toda una epopeya, la del fundador del imperio mandinga, Sundiata Keita, el hijo de la mujer búfalo.

## Premios
- Festival du Cinéma Africain de Milan, Italia, 1996
- JCC Cartago, Túnez, 1996
- Festival International du Film d'Amiens, Francia, 1995
- Festival International Mannheim, Alemania, 1995
- RECIDAK Dakar, Senegal, 1995
- Festival International de Cannes, Francia, 1995
- FESPACO 1995